# Воллмер, Дана
Да́на Уи́тни Во́ллмер (англ. Dana Whitney Vollmer; 13 ноября 1987, Сиракьюс, Нью-Йорк, США) — американская пловчиха, 5-кратная олимпийская чемпионка и многократная чемпионка мира. Специализировалась в плавании вольным стилем и баттерфляем на дистанциях 100 и 200 метров.
В 2000 году она участвовала в олимпийский квалификации в США. Участвовала в двух соревнованиях в 2004 Олимпийских играх и выиграла золотую медаль в эстафете 4×200 метров вольным стилем. Олимпийские игры 2008 года Дана Воллмер была вынуждена пропустить, но она продолжила свои выступления, в том числе, на Олимпиаде-2012, где трижды стала золотой медалисткой.
29 июля 2012 года на Олимпийских играх в Лондоне установила мировой рекорд на дистанции 100 метров баттерфляем, результат 55,98 секунд. Рекорд был побит шведкой Сарой Шёстрём 2 августа 2015 года в Казани (55,74). Достижение Воллмер остаётся рекордом Северной и Южной Америки.
В конце июля 2019 года объявила о завершении спортивной карьеры.

## Личная жизнь
С 20 августа 2011 года Дана замужем за пловцом Энди Грантом. У супругов есть два сына — Арлин Джексон Грант (род. 06.03.2015) и Райкер Александр Грант (род. 04.07.2017).